# ピーコック級哨戒艦
ピーコック級哨戒艦（英語: Peacock class patrol vessel）は、イギリス海軍が運用していた哨戒艦。のちに売却され、アイルランド海軍においてはオーラ級哨戒艦（英語: LÉ Orla patrol vessel）、フィリピン海軍においては機関砲の増設などコルベットとしての改装を受けてジャシント級コルベット（英語: Jacinto-class corvette）として運用されている。

## 概要
ピーコック級は元来、イギリス統治下の香港において、その洋上警備を担うものとして建造された。熱帯地域で行動することから全艦に空調設備が設置され、また、台風の来襲下においても活動できるように、余裕を持って設計されている。5メートル級のエイヴォン・シーライダーSR5M 複合型高速艇 2隻を搭載し、また、海兵隊の分遣隊も配属されており、海上治安活動に適した装備を施されていた。
1982年から1988年にかけて5隻が建造され、第6哨戒艦戦隊に配属されて香港に配備された。駐香港イギリス軍に海軍力を提供し、軍事的プレゼンスを示すとともに、香港海洋警察や税関と協力しての密輸阻止や捜索救難を展開した。
本級のうちの2隻は、イギリス海軍において3年間就役したのち、アイルランド海軍に売却された。残る3隻は、1997年に香港が中華人民共和国に返還されて駐香港イギリス軍が解隊されるまで任務を続行したのち、本国に回航された。水産保護戦隊（Fishery Protection Squadron）に配属されるという計画もあったが、結局、3隻そろってフィリピン海軍に売却された。フィリピン海軍においては、「ラジャ・フマボン」（旧海上自衛隊護衛艦「はつひ」）とともに主力艦となっている。シー・スクアなど小型の艦対艦ミサイルを搭載する計画もあるが、主に設計の問題から実現していない。

## 要目
| ピーコック級哨戒艦 · ( イギリス海軍) | ピーコック級哨戒艦 · ( イギリス海軍)                          | オーラ級哨戒艦 · ( アイルランド海軍)                          | ジャシント級コルベット · ( フィリピン海軍)                    |
| ------------------------------------ | ------------------------------------------------------------- | ------------------------------------------------------------- | ------------------------------------------------------------- |
| 建造期間                             | 1982年 - 1988年                                               | 1982年 - 1988年                                               | 1982年 - 1988年                                               |
| 就役期間                             | 1983年 - 1996年                                               | 1988年 - 2022年                                               | 1997年 - 現在                                                 |
| 隻数                                 | 5隻                                                           | 2隻                                                           | 3隻                                                           |
| 排水量                               | 712 t                                                         | 712 t                                                         | 712 t                                                         |
| 全長                                 | 62.6 m                                                        | 62.6 m                                                        | 62.6 m                                                        |
| 全幅                                 | 10.0 m                                                        | 10.0 m                                                        | 10.0 m                                                        |
| 吃水                                 | 2.7 m                                                         | 2.7 m                                                         | 2.7 m                                                         |
| 機関                                 | SEMT ピルスティク 18 PA6 V280 ディーゼルエンジン×2基, 2軸推進 | SEMT ピルスティク 18 PA6 V280 ディーゼルエンジン×2基, 2軸推進 | SEMT ピルスティク 18 PA6 V280 ディーゼルエンジン×2基, 2軸推進 |
| 機関出力                             | 14,188 hp (10,580 kW)                                         | 14,188 hp (10,580 kW)                                         | 14,188 hp (10,580 kW)                                         |
| 速力                                 | 25 kt                                                         | 25 kt                                                         | 25 kt                                                         |
| 航続距離                             | 2,500 nmi / 17 kt                                             | 2,500 nmi / 17 kt                                             | 2,500 nmi / 17 kt                                             |
| 乗員                                 | 31名                                                          | 31名                                                          | 31名                                                          |
| 兵装                                 | 76mm単装速射砲× 1基                                           | 76mm単装速射砲× 1基                                           | 76mm単装速射砲× 1基                                           |
| 兵装                                 | -                                                             | -                                                             | Mk 38 25mm機関砲× 1基                                         |
| 兵装                                 | -                                                             | Rh 202 20mm機関砲× 2基                                        | エリコン 20mm機関砲× 2基                                      |
| 兵装                                 | FN MAG汎用機関銃× 4基                                         |                                                               |                                                               |
| 艦載艇                               | エイボン・シーライダーSR5M 複合型高速艇×2艇                   | エイボン・シーライダーSR5M 複合型高速艇×2艇                   | エイボン・シーライダーSR5M 複合型高速艇×2艇                   |
| センサ                               | ブリッジマスターE 対水上レーダー                              | ブリッジマスターE 対水上レーダー                              | ブリッジマスターE 対水上レーダー                              |
| センサ                               | ケルビン・ヒューズ 1006型航法レーダー                         |                                                               |                                                               |
| センサ                               | ラダメック2500 光学FCS・FLIR                                  |                                                               |                                                               |

## 同型艦
| イギリス海軍 | イギリス海軍              | イギリス海軍   | イギリス海軍 | イギリス海軍  | イギリス海軍     | 退役/再就役後 | 退役/再就役後                              | 退役/再就役後  | 退役/再就役後 |
| #            | 艦名                      | 進水           | 就役         | 退役          | 再就役先         | #             | 艦名                                       | 就役           | 退役          |
| ------------ | ------------------------- | -------------- | ------------ | ------------- | ---------------- | ------------- | ------------------------------------------ | -------------- | ------------- |
| P239         | ピーコック HMS Peacock    | 1982年 12月1日 | 1983年       | 1997年 8月1日 | フィリピン海軍   | PS-35         | エミリオ・ジャシント BRP Emilio Jacinto    | 1997年 8月4日  |               |
| P240         | プローヴァー HMS Plover   | 1983年 4月12日 | 1984年       | 1997年 8月1日 | フィリピン海軍   | PS-36         | アポリナリオ・マビニ BRP Apolinario Mabini | 1997年 8月4日  |               |
| P241         | スターリング HMS Starling | 1983年 9月7日  | 1984年       | 1997年 8月1日 | フィリピン海軍   | PS-37         | アルテミオ・リカルテ BRP Artemio Ricarte   | 1997年 8月4日  |               |
| P242         | スワロー HMS Swallow      | 1984年 3月30日 | 1985年       | 1988年        | アイルランド海軍 | P42           | シアラ LÉ Ciara                            | 1989年 1月16日 | 2022年 7月7日 |
| P243         | スウィフト HMS Swift      | 1984年 9月11日 | 1985年       | 1988年        | アイルランド海軍 | P41           | オーラ LÉ Orla                             | 1988年 10月8日 | 2022年 7月7日 |